# 蘇公塔

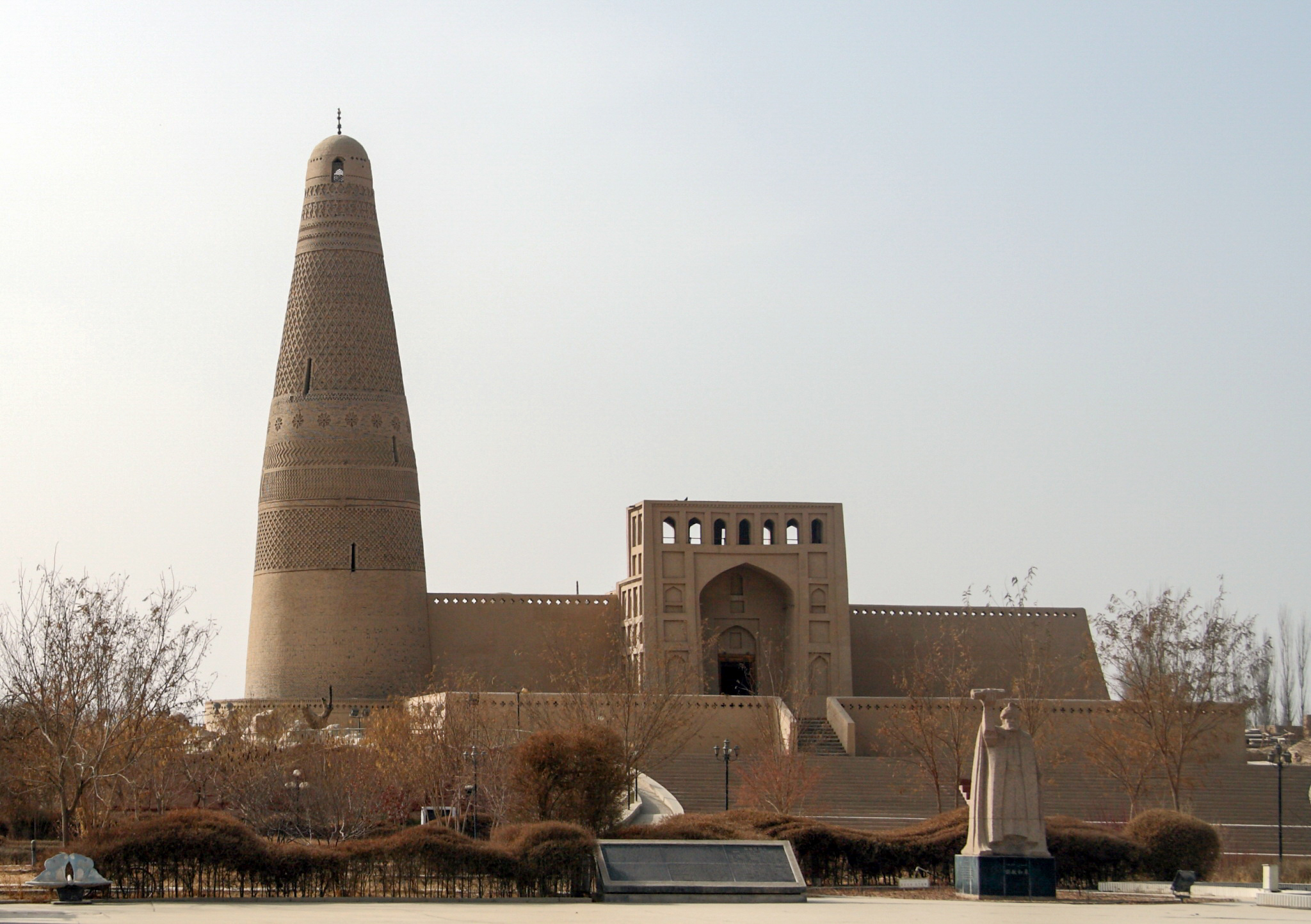
トルファンの蘇公塔

蘇公塔（そこうとう、スーゴンター、中国語: 蘇公塔、ウイグル語: سۇلايمان ۋاڭ مۇنارى）は中国新疆ウイグル自治区のトルファン市高昌区にあるモスクのミナレットで、1778年に建てられた同国最大のミナレットである。トルファンのウイグル族の郡王のスレイマン2世が父オーミン・ホージャ（額敏和卓）のために建てたもので、構造物の高さ35メートル、底部の直径は11メートル、頂上の直径は3.8メートルで、壁面はレンガで様々な模様を施している。 

## 参照項目
- ウイグルの宗教